# Степок (Стародубский район)
Степок — село Стародубском районе Брянской области России в составе Десятуховского сельского поселения. Расположено в 8 км к северо-востоку от Стародуба.

## Население
| 2010 | 2013 |
| ---- | ---- |
| 122  | ↗124 |

389 человек (1897), 620 человек (1926), 622 человека (1928).

## История
Впервые упомянут в 1757 г. как урочище «Задесятовская войсковая степь», позже — хутор, затем деревня.
До середины 1750 годов земли, находившиеся к северу от хутора Десятуха (Красная Десятуха), на левом берегу р.Вабля и называвшиеся Степь Задесятовская, относились к войсковым владениям гетманов. В 1757 году своим Универсалом малороссийский гетман Кирилл Разумовский отдал Степь Задесятовскую «в вечное и спокойное владение» стародубскому полковому судье Кириллу Лобысевичу (ок. 1710 – 1757). Однако вскоре Лобысевич умер, предварительно завещав свое владение жене Агафье Егоровне, урожденной Тепловой. Вскоре на этих землях вдова поселила четыре двора посполитых, и образовавшийся таким образом хутор Степовой был причислен ко второй полковой сотне Стародубского полка.
К середине 1760-х гг. Агафья Лобысевич вышла замуж за бунчукового товарища Ивана Андреевича Миклашевского, жившего в селе Белый Колодезь. Но на хуторе Степовом им был построен «дом приезжий о 4 покоях деревянный». К 1780-м годам в Степке насчитывалось уже 10 дворов посполитых.
После смерти Ивана Андреевича Миклашевского в начале 19 века все крестьянские дворы в Степке перешли к его сыну, ротмистру Андрею Ивановичу Миклашевскому и лишь несколько дворовых людей достались дочерям - Ульяне, Александре и Ефросинии. Все дети жили в отцовском усадебном доме. С именем Андрея Миклашевского связано и возведение в Степке церкви Андрея Критского.
А.И.Миклашевский умер около 1820 года бездетным, предварительно отписав свое наследство родным сестрам Ефросинии и Ульяне. К середине 19 века все крестьянские дворы оказались во владении Ульяны Ивановны, вышедшей к тому времени замуж за надворного советника Сныткина. В 1855 году, по решению Черниговской палаты гражданского суда, Ульяна Ивановна Сныткина передала Степок своему троюродному племяннику Ивану Петровичу Миклашевскому, жившему по соседству - на хуторе Красная Десятуха.
Во второй половине 19 века Степок находился в составе Стародубской волости, а его жители сначала были прихожанами Ильинской церкви с.Мериновки, а с середины 1890-х годов – Покровской церкви с.Левенки. Церковь Андрея Критского не являлась приходской. Храм был построен на территории кладбища и предназначался только для поминальных служб. В конце 19 – нач. 20 века все службы в этой церкви отправлял настоятель Покровской церкви с.Левенка Василий Добродеев.
В 1895 году в частном доме открылась школа грамоты, в которой Закон Божий преподавал священник Василий Добродеев, а все остальные предметы – учитель, унтер-офицер Иван Михайлович Мяло. В 1915 г. в селе существовало уже народное училище, в котором работал учителем Прохор Николаевич Сушинский.
К началу 20 века Степок являлся небольшим крестьянским селом, где проживало 373 жителя (67 дворов).
Не позднее 1900 г. в селе была построена церковь преподобного Андрея Критского. Разрушена в 30-х гг. ХХ ст., руины сохранились.
До 1929 в Стародубском уезде (с 1861 в составе Яцковской волости, 
с 1923 в Стародубской волости).
С 1919 до 1930-х годов - центр Степокского сельсовета,
до 1973 в Левенском сельсовете,
в 1973-2005 в Краснооктябрьском сельсовете.
К началу 20 в. Степок — чисто крестьянское село, с 370 жителями (67 дворов).

## Природные объекты
Значительная часть села расположена по сторонам глубокого рва (оврага), называемого Степовским. На дне рва селяне обустаивали колодцы (Степок расположен на водоразделе и добраться до водосносных слоев было весьма непросто, колодцы выходили очень глубокими). На крутых возвышенных местах (на горах) стояли крестьянские дома. Горы назывались по имени усадеб: Кузьмина гора, Павлушкина, Леонова, Максимкина, Мариничева, Денисова и т. д.

## Село сегодня
Степок расположен на автодороге Стародуб-Новые Ивайтенки-Брянск. Относится к Центральному отделению одного из лучших в Российской Федерации сельскохозяйственных предприятий — ТНВ «Красный Октябрь». Село газифицировано. Работает магазин. В октябре 2013 г. газета «Стародубский вестник» сообщила: «В рамках региональной адресной программы „Переселение граждан из аварийного жилищного фонда с учётом необходимости развития малоэтажного жилищного строительства на территории Брянской области“ в селе Степок планируется построить 4 двухквартирных дома усадебного типа». Все эти дуплексы сданы «под ключ» и заселены в декабре 2014 г.
В июле 2015 г. началось восстановление порушенного в богоборческие годы храма прп. Андрея Критского. 5 февраля 2017 года состоялось торжественное открытие полностью отреставрированной церкви и первая после её возрождения служба.

### Известные уроженцы и жители
- Леонченко Виктор Тихонович (01.01.1926 село Степок Гомельской губернии, РСФСР, СССР — ) — председатель колхоза "Серп и молот" 1953-1983 гг., ветеран Великой Отечественной войны, награжден орденом Ленина, Заслуженный агроном РСФСР.
- Леонченко Николай Герасимович (1930—2012) — заместитель Генерального конструктора ГКБ «Южное» им. М. К. Янгеля, участник создания ракетных комплексов «Воевода», «Молодец», «Зенит», БЖРК, лауреат Государственной премии СССР.

- Мяло Иван Ильич (1918—1999) — писатель, краевед.

- Маковский Василий Тихонович (17.08.1948 — 07.11.2020) — капитан Дальнего плавания, участник трёх экспедиций в Антарктиду (1976, 1977, 1978 годы) на т/х «Башкирия». В 1966 году окончил Меленскую СОШ и поступил в Одесское Высшее Инженерное Училище (ОВИМУ), закончил его в 1972 году по специальности инженер-судоводитель, плавал на судах Черноморского морского пароходства, компаний греческих и иранских судовладельцев.